# Фалкенштајн (Горњи Палатинат)
Фалкенштајн (њем. Falkenstein) град је у њемачкој савезној држави Баварска. Једно је од 38 општинских средишта округа Кам. Према процјени из 2010. у граду је живјело 3.289 становника. Посједује регионалну шифру (AGS) 9372125.

## Географски и демографски подаци
Фалкенштајн се налази у савезној држави Баварска у округу Кам. Град се налази на надморској висини од 573 метра. Површина општине износи 45,5 km². У самом граду је, према процјени из 2010. године, живјело 3.289 становника. Просјечна густина становништва износи 72 становника/km².

## Међународна сарадња
| Мјесто      | Држава   | Врста сарадње | Од    |
| ----------- | -------- | ------------- | ----- |
| Фалкенштајн | Аустрија | партнерство   | 1975. |
| Извор       |          |               |       |